# Port lotniczy Rajamandri
Port lotniczy Rajamandri (IATA: RJA, ICAO: VORY) – port lotniczy położony w Rajamandri, w stanie Andhra Pradesh, w Indiach.